# Carlie Cooper
Carlie Cooper è un personaggio dei fumetti statunitensi pubblicati da Marvel Comics. Creata da J. Michael Straczynski (testi), Joe Quesada e Steve McNiven (disegni), è apparsa brevemente per la prima volta Amazing Spider-Man n. 545. Il personaggio è stato poi introdotto ufficialmente in Amazing Spider-Man (prima serie) n. 546 (gennaio 2008) e utilizzato come coprotagonista.

## Biografia del personaggio
Carlie è la figlia di Raymond Cooper, un abile poliziotto amica di Harry Osborn e Lily Hollister; cerca di laurearsi in Odontologia forense. Durante l'epilogo di Un Nuovo Giorno, si fidanza con Peter Parker.

### Spider-Island
Carlie viene infettata dal virus dello Sciacallo che le dona poteri ragneschi. Affianca per un po' l'Uomo Ragno prima di trasformarsi come ogni infetto in un ragno gigante. Quando torna normale, capisce che Peter è l'Uomo Ragno e lo lascia tra le lacrime; i due rimangono però in buoni rapporti, tanto che subito dopo Spider-Island hanno collaborato per arrestare l'Avvoltoio. Frequenta il detective Walter Bolt fino alla sua morte.

### Desiderio di morte
Quando il Dottor Octopus scambia il suo corpo con quello di Spider-Man, Carlie è stata l'unica persona a cui il "Dottor Octopus" (Peter Parker), ha riferito ciò che era successo, ma al momento la poliziotta non gli crede.

### Superior Spider-Man
A causa del cambiamento di comportamento di Spider-Man (in realtà Otto Octavius), Carlie ha iniziato a sospettare di lui e a credere alle parole di Peter. Successivamente mette a parte dei suoi sospetti il capitano Yuri Watanabe (il vigilante Wraith). Le due scoprono così che "Spidey" si finanzia con i conti esteri di Doc Ock. Carlie decide di portare ai Vendicatori le prove di ciò: prima però la poliziotta manda a MJ un messaggio in cui le e chiede di stare lontana di "Peter Parker" e si reca sulla tomba di "Otto Octavius".
Qui scopre che non c'è alcun cadavere e viene rapita da Minaccia e portata al cospetto di Re Goblin dove viene interrogato sulla vera identità di Spider-Man. Dopo aver rifiutato più volte di rivelare la verità, il Folletto Verde le spruzza addosso la formula di Goblin, trasformandola in una di loro, e soprannominandola "Mostro". Di conseguenza, ogni traccia della sua personalità precedente sembra essere annullata. Alla richiesta di Re Goblin di rivelare l'identità di Spider Man, Mostro chiede di sapere prima chi è lui, però per saperlo deve dimostrare di essere un vero membro dell'esercito di Goblin.

### Goblin Nation
Mostro attacca le Parker Industries. Qui ha un breve momento di lucidità in cui riesce a chiedere a Otto un antidoto al siero di Goblin, che lo scienziato riesce a creare con l'aiuto di Sajani. Carlie è la prima a sapere del ritorno di Peter e lo informa su ciò che ha fatto Goblin in sua assenza. Dopo Goblin Nation ha un colloquio con Mary Jane e decide di lasciare New York per rimettersi in sesto dagli avvenimenti passati.

## Poteri e abilità
Abile detective, tanto abile da esser capace di studiare la vita delle persone dalla bocca, se sono morti. Mette in pratica queste abilità quando Mister Negativo usa il "respiro del diavolo" per mummificare il Maggia. Inoltre fa parte di una squadra di roller. Durante Spider-Island ha guadagnato poteri ragneschi, scomparsi subito dopo la diffusione dell'antidoto.